# Double or Nothing 2019
Double or Nothing (2019) was de inaugurele professioneel worstel-pay-per-view (PPV) evenement dat georganiseerd werd door All Elite Wrestling (AEW). Het was meteen de eerste editie van Double or Nothing en vond plaats op 25 mei 2019 in het MGM Grand Garden Arena in Paradise, Las Vegas, Nevada.

## Matches
| Nr. | Match | Winnaar(s)                        | Opmerkingen | Bron  |
| --- | --- | --------------------------------- | --- | ----- |
| 1P  | 21-man Casino Battle Royale                                                                                           | Adam Page                         | Page won door MJF als laatste te elimineren. Winnaar ging tegen de winnaar van Double or Nothing's Main Event voor het inaugurele AEW World Championship bij All Out. | [ 2 ] |
| 2P  | Kip Sabian vs. Sammy Guevara                                                                                          | Kip Sabian                        | Een-op-een match. | [ 2 ] |
| 3   | SoCal Uncensored (Christopher Daniels, Frankie Kazarian & Scorpio Sky) vs. Strong Hearts (Cima, T-Hawk & El Lindaman) | SoCal Uncensored                  | 6-man tag team match. | [ 2 ] |
| 4   | Dr. Britt Baker, D.M.D. vs. Nyla Rose vs. Kylie Rae vs. Awesome Kong (met Brandi Rhodes)                              | Dr. Britt Baker, D.M.D.           | 4-way match. | [ 2 ] |
| 5   | Best Friends (Chuck Taylor & Trent Beretta) vs. Angélico & Jack Evans                                                 | Best Friends                      | Tag team match. | [ 2 ] |
| 6   | Hikaru Shida, Riho & Ryo Mizunami vs. Aja Kong, Emi Sakura & Yuka Sakazaki                                            | Hikaru Shida, Riho & Ryo Mizunami | 6-woman tag team match. | [ 2 ] |
| 7   | Cody (met Brandi Rhodes) vs. Dustin Rhodes                                                                            | Cody                              | Een-op-een match. | [ 2 ] |
| 8   | The Young Bucks (Matt & Nick Jackson) (c) vs. The Lucha Brothers (Fénix & Pentagón Jr.)                               | The Young Bucks                   | Tag team match voor het AAA World Tag Team Championship | [ 2 ] |
| 9   | Chris Jericho vs. Kenny Omega                                                                                         | Chris Jericho                     | Een-op-een match Winnaar ging tegen Adam Page (Casino Battle Royale winnaar) voor het inaugurele AEW World Championship bij All Out                                   | [ 2 ] |